# 石田敦子 (漫画家)
石田 敦子（いしだ あつこ、1963年8月9日 - ）は、日本のアニメーター、キャラクターデザイナー、漫画家、イラストレーター。広島県福山市出身、血液型A型。

## プロフィール・作風
高校1年生当時、安彦良和が描いたイラストが表紙になっていた『アニメージュ』を書店で見たことをきっかけにして、アニメ業界を志す。高校卒業後は福祉関係の専門学校に入学したが4か月で中退し、1983年1月にアニメ制作会社カナメプロダクションへ入社。アニメーターの金田伊功は憧れの存在で、カナメプロダクションではいのまたむつみに影響を受けたと語る。
1988年、カナメプロダクションが倒産する約半年前に退職して、フリーランスへ転向。作画監督は『伝説の勇者ダ・ガーン』、キャラクターデザインは『勇者特急マイトガイン』がそれぞれ初担当作品。『勇者特急マイトガイン』の仕事で注目され、アニメ雑誌で特集を組まれる人気アニメーターになった。
アニメーション監督としても知られるアニメーターの大張正己は、元夫。南町奉行所を退職した大張の新たな拠点「スタジオG-1」の立ち上げにも参加しており、そこで共に数作品の作画に関わっていた。大張との離婚の経緯は単行本『りこん猫』に記されているが、執筆当時は彼の名前や顔などを出して良いものかと悩み、離婚済みの大張に「大丈夫だろうか？」と相談したところ「別に問題ないよ」とあっさり返されたため、逆に石田の方が拍子抜けしてしまったというエピソードがある（作中では「O君」とイニシャル表記になっている）。離婚後、同じ業界人と再婚したことや子供を産んだこと等を大張に伝えたエピソードも『りこん猫』の単行本での描き下ろしエピソードで触れている。
プロ野球球団の広島東洋カープのファンで、野球に博識な伊集院光を神格化している。代表作の1つ『球場ラヴァーズ』が縁で、2013年8月28日にはMAZDA Zoom-Zoom スタジアム広島で始球式を行っている。
2000年以降はアニメーターとしての一線からほぼ退いており、漫画家としての活躍が目覚ましい。漫画家としては1980年代以前の少女漫画の影響が強く、ざっくりとした荒い描線と、リリカルで重たいストーリーが強い特徴となっている。

## 主な参加作品

### テレビアニメ
- さすがの猿飛（1982年）動画
- プラレス3四郎（1983年）動画
- 北斗の拳（1985年）動画
- シティーハンター（1987年）原画 ※初期のみ
- ミッドナイトアニメレモンエンジェル  (1988年) 原画 ※第2期、第3期
- らんま1/2（1989年）原画
- らんま1/2 熱闘編（1989年 - 1992年）原画
- 伝説の勇者ダ・ガーン（1992年）作画監督
- 勇者特急マイトガイン（1993年）キャラクターデザイン・作画監督
- 勇者警察ジェイデッカー（1994年）キャラクターデザイン・作画監督
- 魔法騎士レイアース（1994年）キャラクターデザイン・作画監督
- るろうに剣心 -明治剣客浪漫譚- (1996年 - 1998年）原画
- こどものおもちゃ（1996年 - 1998年）原画
- 機動戦艦ナデシコ（1996年）OP作画
- VIRUS ‐VIRUS BUSTER SERGE‐（1997年）原画
- 浦安鉄筋家族（1998年）綺麗な絵イラスト
- 神八剣伝（1999年）キャラクターデザイン
- 銀装騎攻オーディアン（2000年）キャラクター原案
- キディ・グレイド（2002年）アイキャッチ
- 成恵の世界（2003年）アイキャッチイラスト・原画
- サムライチャンプルー（2005年）原画
- 蒼き鋼のアルペジオ -アルス・ノヴァ-（2014年）再放送版・第8話エンドカード
- 紅殻のパンドラ（2016年）第6話エンドカード
- 転生貴族、鑑定スキルで成り上がる（2024年）原画 ※第2期
- 魔法つかいプリキュア!!〜MIRAI DAYS〜（2025年）OP原画

### OVA
- BIRTH （1984年）動画
- 幻夢戦記レダ （1985年）動画
- メガゾーン23 Part II （1986年）原画
- ウォナビーズ （1986年）原画
- バブルガムクライシス PART5 （1988年）原画
- 破邪大星ダンガイオー（1988年）原画
- ロードス島戦記 （1990年）原画
- CAROL （1990年）原画
- バブルガムクライシス PART8 （1991年）原画
- うしおととら （1992年-1993年）原画
- シャーマニックプリンセス （1996年）キャラクターデザイン・作画監督
- KEY THE METAL IDOL （1996年）原画
- 超人学園ゴウカイザー （1996年）ベルナール学園制服デザイン

### 劇場アニメ
- ウインダリア （1986年）動画チェック
- 老人Z（1992年）原画
- 餓狼伝説 -THE MOTION PICTURE-（1994年）原画
- クレヨンしんちゃん ヘンダーランドの大冒険（1996年）原画
- 新世紀エヴァンゲリオン劇場版 Air/まごころを、君に（1997年）原画

### 実写映画
- ゴンドラ（1986年）※劇中アニメ、線画トレース

### ゲーム
- あにまーじゃんX（1994年）ゲストキャラクターデザイン　※R指定パソコンゲーム、「伊集院マリ子」名義
- プライベート・アイ・ドル（1995年）キャラクターデザイン
- マネーアイドルエクスチェンジャー（1997年）キャラクターデザイン
- 惑星攻機隊りとるキャッツ（1998年）キャラクターデザイン
- ローズクルセイダーズ (1999年) キャラクターデザイン
- テイルズ オブ リバース (2003年）原画

### 漫画

#### 連載
- からくり変化 あかりミックス!（『少年エース』）
- 純粋!デート倶楽部（『ヤングキングアワーズライト』→『カラフルコミックピュアガール』→『マジキュー』）
- 魔女レーナ マジョりーな（『エースネクスト』）
- お江戸直球通信（漫画コラム）（『Looker』1998年10月号 - 1999年5月号→『アニメディア』1999年7月号 - 2010年4月号）
- ふわふわカタログ（『月刊ホビージャパン』1998年11月号 - 2001年9月号）
- いばら姫のおやつ（『ヤングキングアワーズライト』2000年9月号 - 11月号）
- アニメがお仕事!（『ヤングキングアワーズ』2004年4月号 - 2007年9月号）
- わがまま戦隊ブルームハート!（『幻蔵』2005年8月号 - 2008年11月号）
- 魔法少年マジョーリアン（『コミックハイ!』Vol.9 - 39）
- おとめ恋々（『ヤングキングアワーズプラス』）
- 新逆八犬伝アウトカラーズ（『ヤングキングアワーズ』）
- りこん猫（『ねこぱんち』）
- ラブんラブ（『コミックハイ!』Vol.45 - 63）
- 球場ラヴァーズシリーズ（『ヤングキング』→『ヤングキングアワーズ』・『ヤングキングアワーズGH』）
- ひきこもり探偵 おにいちゃんとマコ（『コミックバーズ』2010年1月号 - 11月号）
- ぴゅあ☆どる（『コミックバーズ』2011年8月号 - 2012年1月号）
- マンドラゴるァ!（『まんがライフMOMO』）
- おっかけ×girls（『コミック百合姫S』Vol.12 - 14）
- 恋声〜コイゴエ〜（『コミック アース・スター』2012年4月号 - 6月号）
- まけるな! 鯉太郎（『まんがライフMOMO』2012年7月号 - 2014年11月号）
- キューマイ! 球場迷子（『リイドカフェ』）
- 野球+プラス!（『ヤングキングアワーズ』2016年5月号 - 2017年3月号）
- ざせつ男とまんが少女（『ヤングキングアワーズ』2017年10月号 - 2018年3月号）
- ヒーローめし（『グランドジャンプPREMIUM』2017年5月号 - 2018年11月号→『グランドジャンプむちゃ』2019年1月号、全14話）
- HeiSei七色いんこ（『テヅコミ』VOL.04（2019年1月） - VOL.08（2019年5月））

#### 読み切り
- 天上の缶づめ（『エースダッシュ』Vol.2） - 『いばら姫のおやつ』に収録。
- 泣きたりない金魚（『エースダッシュ』Vol.4） - 『いばら姫のおやつ』に収録。
- 東京ソーダ水（『エースダッシュ』Vol.5） - 『いばら姫のおやつ』に収録。
- キラキラと、だけど、見えないもの。（『アニメージュ』2000年2月号付録） - 『いばら姫のおやつ』に収録。
- 天使記念日（『アワーズライト』2000年12月号） - 『姉さんゴーホーム』に収録。
- シンパシー・フラワーズ（『ビッグコミックスピリッツ』2005年No.14） - 『姉さんゴーホーム』に収録。
- キオクの花（『ビッグコミックスピリッツCasual』2005年9月16日号増刊） - 『姉さんゴーホーム』に収録。
- 野球戦隊セ・リグンジャー（『まんがライフMOMO』2008年1月号） -  『球場ラヴァーズ 〜私が野球に行く理由〜』第1巻に収録。
- 姉さんゴーホーム（『パンドラ』Vo.2 SIDE-B・Vol.3） - 『姉さんゴーホーム』に収録。
- 魔法就職ラブニート（仮）（『チェンジH white』）
- ネオン少女（『ガールズジャンプ』第2号）
- 王子チャマとお姫どん（『つぼみ』Vol.17）
- 球場ラヴァーズ 〜セ界制覇〜（『ヤングキングアワーズGH』2016年12月号）

#### 単行本
- 『からくり変化 あかりミックス!』、角川書店〈角川コミックス・エース〉 1999年 - 2000年、全2巻
- 『いばら姫のおやつ』、少年画報社 2001年、全1巻
- 『純粋!デート倶楽部』、少年画報社〈ヤングキングコミックス〉 2001年 - 2002年、全2巻
  - （新装版） エンターブレイン〈ビームコミックス〉 2004年、全2巻
- 『魔女レーナ マジョりーな』、角川書店〈ニュータイプ100%コミックス〉 2002年、全1巻
  - 『魔女レーナ マジョりーな 完全版 石田敦子作品集』、大都社〈ダイトコミックス〉 2003年、全1巻
- 『ふわふわカタログ』、少年画報社〈ヤングキングコミックス〉 2002年、全1巻
- 『アニメがお仕事!』、少年画報社〈ヤングキングコミックス〉 2004年 - 2007年、全7巻
- 『わがまま戦隊ブルームハート!』、幻冬舎〈幻冬舎コミックス〉 2006年 - 2008年、全3巻
- 『魔法少年マジョーリアン』、双葉社〈アクションコミックス〉 2007年 - 2008年、全3巻
- 『おとめ恋々』、少年画報社〈ヤングキングコミックス〉 2007年、全1巻
- 『新逆八犬伝アウトカラーズ』、少年画報社〈ヤングキングコミックス〉 2008年 - 2009年、全3巻
- 『りこん猫』、少年画報社〈ねこぱんちコミックス〉 2009年、全1巻
- 『ラブんラブ』、双葉社〈アクションコミックス〉 2009年 - 2010年、全3巻
- 『姉さんゴーホーム』、講談社〈KCデラックス〉 2009年、短編集
- 『お江戸直球通信』、学研パブリッシング〈ノーラコミックスSP〉 2010年、全1巻
- 『球場ラヴァーズ 〜私が野球に行く理由〜』、少年画報社〈ヤングキングコミックス〉 2010年 - 2012年、全6巻
- 『ひきこもり探偵 おにいちゃんとマコ』、幻冬舎〈バーズコミックス〉 2010年、全1巻
- 『ぴゅあ☆どる』、幻冬舎〈バーズコミックス〉 2012年、全1巻
- 『マンドラゴるァ!』、竹書房〈バンブーコミックス〉 2012年、全2巻
- 『球場ラヴァーズ 〜私を野球につれてって〜』、少年画報社〈ヤングキングコミックス〉 2013年 - 2014年、全3巻
- 『球場ラヴァーズ 〜だって野球が好きじゃけん〜』、少年画報社〈ヤングキングコミックス〉 2013年 - 2014年、全3巻
- 『こいコイ! 〜球場ラヴァーズ〜』、少年画報社〈ヤングキングコミックス〉 2014年 - 2015年、全2巻
- 『まけるな! 鯉太郎』、竹書房〈バンブーコミックス〉 2014年、全1巻
- 『キューマイ! 球場迷子』、リイド社〈SPコミックス〉 2015年、全1巻
- 『球場ラヴァーズ3-2』、少年画報社〈ヤングキングコミックス〉 2016年、全1巻
- 『野球+プラス!』、少年画報社〈コミック YKコミックス〉 2016年 - 2017年、全2巻
- 『ヒーローめし』、集英社〈ヤングジャンプコミックス〉 2018年、既刊1巻
- 『ざせつ男とまんが少女』、少年画報社〈コミック YKコミックス〉 2018年、全1巻

### 画集
- 『石田敦子画集』（ムービック、1995年12月20日初版発行）ISBN 4-89601-200-3
- 『石田敦子画集おかげさまで2 フラワリー・オレンジ・ペコ』（ムービック、1998年7月15日初版発行）ISBN 4-89601-343-3

### 挿絵など
- シャーマニックプリンセス―ヨルドの座（著者：渡辺麻実、イラスト：石田敦子） ニュータイプノベルズ
- らっきー!腐女子（表紙イラスト） ホビージャパン

## 参考資料
- 「マイトガインを華麗に彩る石田敦子の世界」 - 徳間書店 アニメージュ 1993年11月号
- 「キャラクターデザイナーの肖像」 - 徳間書店 アニメージュ 1999年4月号